# Эпштейн, Роберт

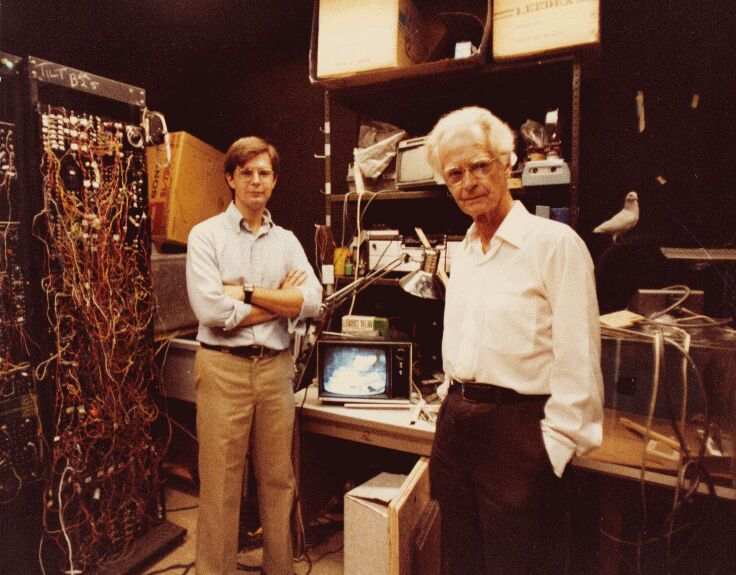
1980-e

Роберт Эпштейн (англ. Robert Epstein; 19 июня 1953, Хартфорд, Коннектикут, США) — американский психолог, доктор философии (Гарвардский университет, 1981 год), профессор (занимал должности в нескольких университетах, включая Бостонский, Калифорнийский (Сан-Диего) и Гарвардский университеты), писатель и журналист (был главным редактором Psychology Today). Основатель и почётный директор Кембриджского центра поведенческих исследований в Конкорде (Массачусетс). В 2012 году основал Американский институт поведенческих исследований и технологий (AIBRT), некоммерческую организацию с внешним финансированием, которая проводит исследования для улучшения благополучия и функционирования людей во всем мире.
Эпштейн — известная фигура в мире психологии. Он был комментатором National Public Radio, «Голоса Америки» и Disney Online. Опубликовал 15 книг и более 350 статей публиковались в Reader’s Digest, The Washington Post, The Sunday Times (Лондон), Good Housekeeping, The New York Times, Parenting и других газетах и журналах. Его онлайн-тесты на компетентность проходят более миллиона человек в год. Публичный критик/рекламист компании Google.

## Биография
Эпштейн родился 19 июня 1953 года в Хартфорде (штат Коннектикут) в еврейской семье. компьютерным программированием и хакерством впервые познакомился в старшей школе Конарда в Уэст-Хартфорде, где был IBM 1620, один из первых школьных компьютеров в США.
Эпштейн поступил в Тринити-колледж в Хартфорде, где специализировался на психологии, а также брал уроки танцев. Получив степень бакалавра, переехал в Израиль, чтобы следовать своему «призванию» и стать раввином, где работал в кибуце и учился в иешиве. Через шесть месяцев он, благодаря работами Б. Ф. Скиннера, решил вновь заняться психологией.

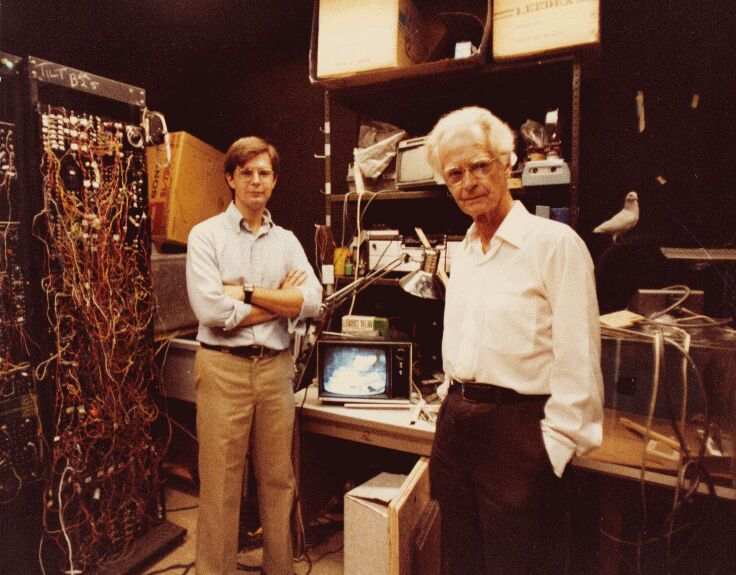
Б. Ф. Скиннер и Роберт Эпштейн вместе в Harvard Pigeon Laboratory в 1980-х годах.

В 1976 году Эпштейн поступил на магистерскую программу общественной и клинической психологии в Мэрилендский университет в Балтиморе. Там он изучал экспериментальный анализ поведения у профессора А. Чарльза Катании. Во время учёбы в аспирантуре Эпштейн лично связался с ушедшим на пенсии Б. Ф. Скиннером и убедил его снова начать исследования на факультете психологии Гарвардского университета. Эпштейн и Скиннер начали сотрудничать в нескольких новых исследовательских проектах, и летом 1977 года Эпштейна пригласили стать аспирантом Гарварда. В 1981 году он получил докторскую степень по экспериментальной психологии в Гарварде без необходимости писать диссертацию из-за большого количества публикаций, которые у него были.

## Карьера
В 1981 году, получив докторскую степень, Эпштейн основал Кембриджский центр поведенческих исследований. В течение девяти лет он занимал должность исполнительного директора центра, проводя исследования и преподавая в Массачусетском университете в Бостоне, Северо-Восточном университете, Колледже Симмонса (Массачусетс), Массачусетском университете в Амхерсте и Бостонском университете.
Покинув Кембриджский центр поведенческих исследований в 1990 году, он начал писать для национальных журналов, таких как Reader’s Digest и Psychology Today, а также начал рассказывать о психологических исследованиях в эфире National Public Radio и «Голоса Америки». С 1998 по 2001 год он вел национальное радиошоу Psychology Today Live.
В это время он также занимал преподавал в Университет Кэйо в Токио и Колледже технологий и дизайна HAL в Осаке, Нагое и Токио. В течение шести лет он также был исследователем и младшим исследователем в Центре поведенческой эпидемиологии Высшей школы общественного здравоохранения Университета штата Сан-Диего.
Эпштейн также был профессором психологии и заведующим кафедрой психологии в Национальном университете (Калифорния). С 1990 по 1995 год он руководил Конкурсом на премию Лёбнера в области искусственного интеллекта, ежегодным конкурсом, в котором человеческий интеллект противопоставляется машинному интеллекту.
В 1999 году Эпштейн стал главным редактором журнала Psychology Today и занимал эту должность до 2003 года. Затем он вёл радиошоу Psyched! на Sirius XM и сотрудничал с такими СМИ, как Scientific American и Huffington Post. В это время Эпштейн также был профессором-исследователем в Международном университете Alliant и приглашённым профессором в Калифорнийском университете в Сан-Диего. В 2013 году он переехал на острова Фиджи, чтобы стать первым профессором психологии в Южно-Тихоокеанском университете, и эту должность занимал до 2015 года.
В 2006 году в академическом журнале Perspectives on Psychological Science было опубликовано автобиографическое эссе Эпштейна, документирующее его длительное сотрудничество со СМИ.
В 2012 году Эпштейн стал соучредителем Американского института поведенческих исследований и технологий (AIBRT) в Висте (штат Калифорния), где в настоящее время является старшим психологом-исследователем.

## Личная жизнь
У Эпштейна пятеро детей, и он живёт в Висте (Калифорния). Его жена Мисти погибла в автокатастрофе в 2019 году, что положило конец браку, который начался в 2012 году.

### Фильмы
- The Creepy Line (2018)[32]